# Peltarion spinulosum
Peltarion spinulosum is een krabbensoort uit de familie van de Trichopeltariidae. De wetenschappelijke naam van de soort is voor het eerst geldig gepubliceerd in 1843 door White.